# Emballonura raffrayana
Emballonura raffrayana é uma espécie de morcego da família Emballonuridae. Pode ser encontrada na Indonésia, Papua-Nova Guiné e Ilhas Salomão.